# Postknight
Postknight est un jeu vidéo de type action-RPG développé et édité par Kurechii, sorti le 9 février 2017 sur iOS et Android. Une suite nommée Postknight 2 est sortie en décembre 2021.

## Système de jeu
Le joueur incarne un chevalier-facteur, ou postalier. Le joueur doit le faire arriver au bout des différents niveaux du jeu, qui sont eux-mêmes constitués d'une succession de combat. Pour ce faire, il peut améliorer l'équipement du chevalier. Pendant les missions, le joueur contrôle le postalier avec trois boutons qui lui permettent de charger vers les ennemis, bloquer les attaques ennemies et de soigner ses blessures.Une suite de ce jeu nommé Postknight 2 est sorti le 12 décembre 2021.

## Accueil
- Canard PC : 7/10[3]
- Gamezebo : 4/5[4]